# Lithophyllon
Lithophyllon es un género de corales de la familia Fungiidae, orden Scleractinia.
Hasta 2011 gran parte de las especies de este género eran incluidas en un subgénero de Fungia, Fungia (Verrillofungia), dado que no se habían realizado análisis filogenéticos moleculares sobre toda la familia Fungiidae.
Sus especies se distribuyen en aguas del océano Indo-Pacífico, desde las costas orientales de África hasta las islas del Pacífico central.

## Especies
El Registro Mundial de Especies Marinas acepta las siguientes especies:
- Lithophyllon concinna (Verrill, 1864)
- Lithophyllon ranjithi Ditlev, 2003
- Lithophyllon repanda (Dana, 1846)
- Lithophyllon scabra (Döderlein, 1901)
- Lithophyllon spinifer (Claereboudt & Hoeksema, 1987)
- Lithophyllon undulatum Rehberg, 1892

Especies reclasificadas por sinonimia: 
- Lithophyllon bistomatum Latypov, 1995 aceptada como Lithophyllon undulatum Rehberg, 1892
- Lithophyllon edwardsi (Rousseau, 1854) aceptada como Cycloseris mokai (Hoeksema, 1989)
- Lithophyllon levistei Nemenzo, 1971 aceptada como Lithophyllon undulatum Rehberg, 1892
- Lithophyllon lobata (Van der Horst, 1921) aceptada como Lithophyllon undulatum Rehberg, 1892
- Lithophyllon mokai Hoeksema, 1989 aceptada como Cycloseris mokai (Hoeksema, 1989)

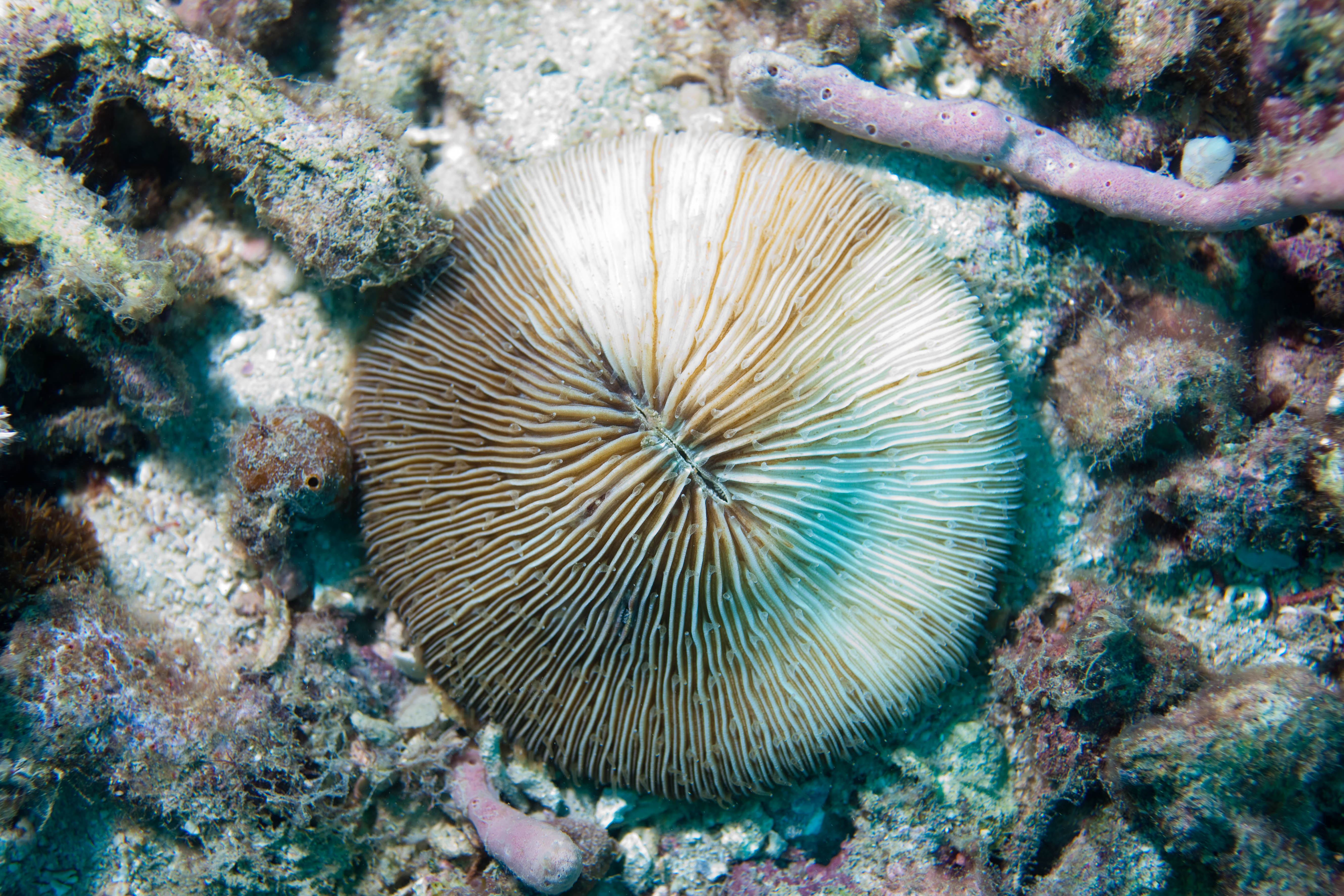
L. concinna
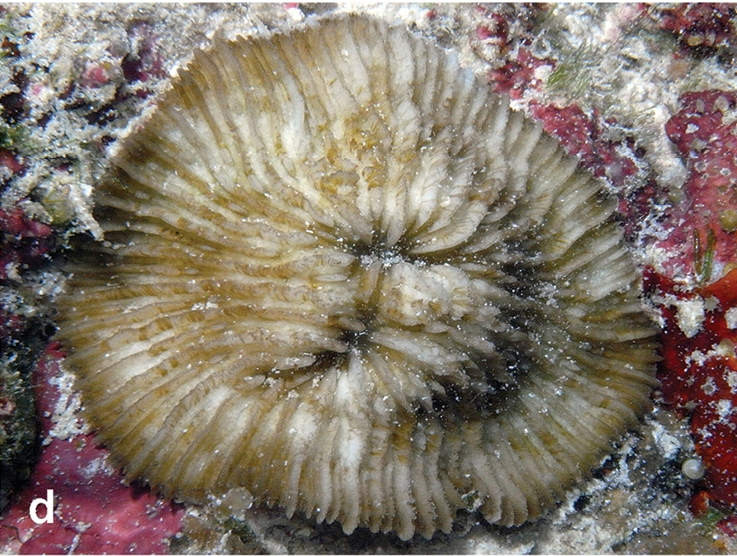
L. ranjithi
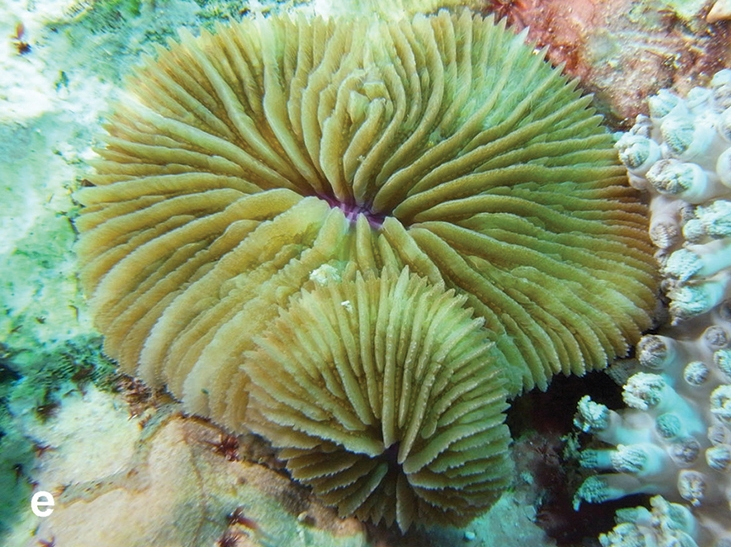
L. repanda
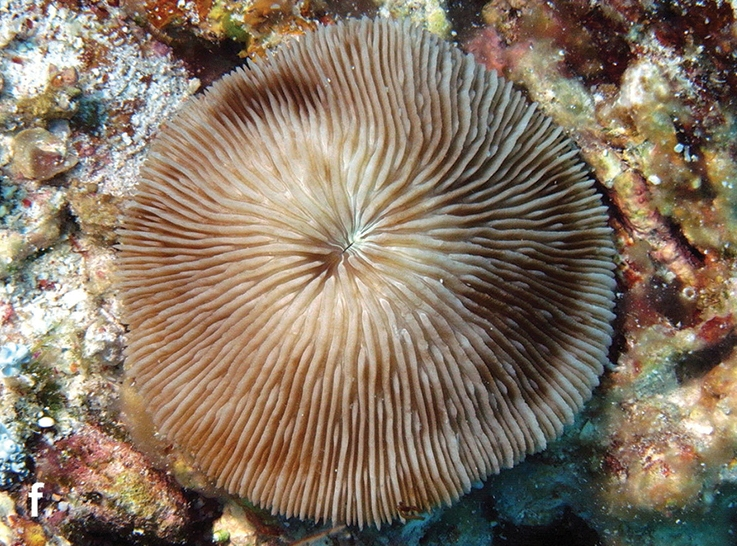
L. scabra
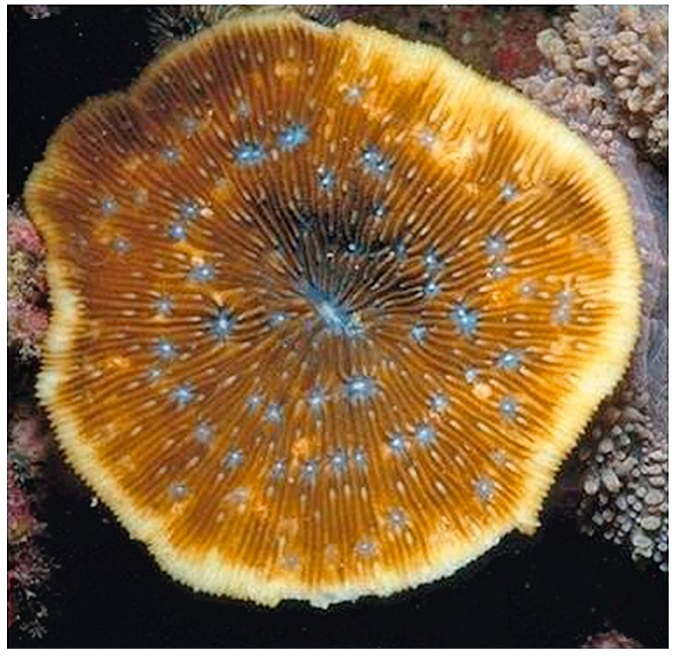
L. undulatum
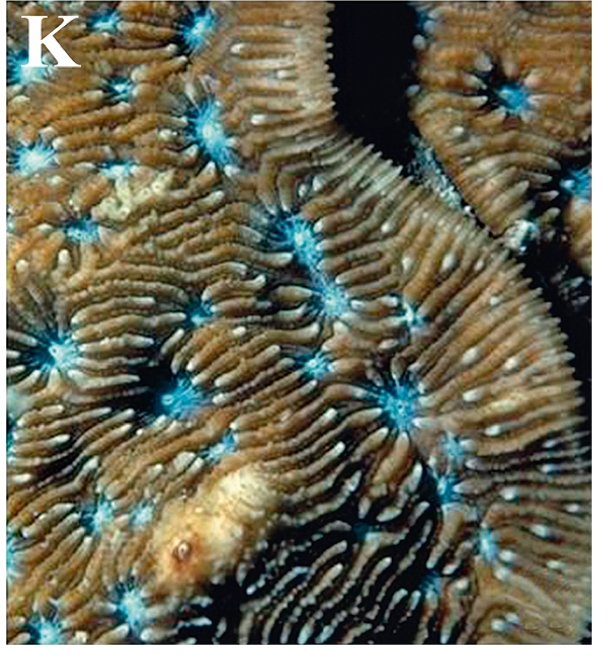
Detalle de coralitos de L. undulatum

## Morfología
Pueden desarrollar formas incrustantes o con láminas aplanadas, ancladas al sustrato y que tienen varias bocas; o de vida libre y con una sola boca. Estas últimas tienen la capacidad de moverse, a pesar de su esqueleto calcáreo. Su sistema es inflarse de agua hasta alcanzar la forma de un globo, para desplazarse aprovechando las corrientes.
El coralito  de las especies de vida libre es de forma circular a oval, normalmente plano, aunque puede ser algo arqueado o cóncavo. En el caso de la especie colonial L. undulatum, el corallum, o esqueleto colonial, de los ejemplares juveniles es en forma de copa.
Los márgenes de los septos están adornados con dientes afilados. Los costa están recubiertos de finas protuberancias espinosas, que pueden tornarse granulosas.
Tienen tentáculos pequeños y, normalmente translúcidos, que recubren el corallum en su totalidad. Normalmente los extienden solo por la noche. Su coloración varía del amarillo al marrón, pasando por el crema, el gris, el azul o el verde.
Sus tamaños oscilan de 20 a 30 cm de diámetro, aunque en el caso de L. undulatum pueden alcanzar los 81 cm.

## Alimentación
Los pólipos contienen algas simbióticas; mutualistas (ambos organismos se benefician de la relación) llamadas zooxantelas. Las algas realizan la fotosíntesis produciendo oxígeno y azúcares, que son aprovechados por los pólipos, y se alimentan de los catabolitos del coral (especialmente fósforo y nitrógeno). Esto les proporciona entre el 75 y el 95% de sus necesidades alimenticias. El resto lo obtienen atrapando plancton mediante sus tentáculos urticantes.

## Reproducción
Como todos los corales duros, se reproducen tanto sexual como asexualmente. En la reproducción sexual expulsan esperma y huevos al tiempo, consiguiendo la fertilización externa. El óvulo fecundado evoluciona a larva plánula, que deambula por la columna de agua hasta fijarse en el sustrato, entonces comienza a secretar su esqueleto de carbonato cálcico, aragonita, y se convierte en el coral adulto. La supervivencia de estas plánulas es pequeña, puesto que sirven de alimento a diversas especies marinas.
La reproducción asexual en las formas de vida libre, tiene lugar mediante la fracturación del esqueleto repetidamente en piezas en forma de cuña. En el caso de las formas coloniales, el pólipo primario se reproduce por gemación, y así sucesivamente, dando origen a la colonia.

## Hábitat y distribución
Su distribución geográfica comprende las aguas tropicales y subtropicales del océano Indo-Pacífico, desde la costa este africana hasta las islas del Pacífico central. 
Suelen encontrarse en suelos blandos o rocosos del arrecife, de aguas superficiales, protegidas y soleadas, como las de las lagunas coralinas, aunque algunas especies se localizan también en lomas marinas a mayor profundidad.
Su rango de profundidad es de 1 a 20 metros, y su rango de temperaturas está, al menos, entre 25.48 y 28.19 °C.